# The Inbetweeners (serie televisiva 2008)
The Inbetweeners è una sitcom britannica trasmessa dal 2008 dalla rete E4. Scritta da Damon Beesley e Iain Morris, la serie segue la vita di un adolescente di periferia di nome Will, interpretato da Simon Bird, e dei tre suoi amici, presso il fittizio Rudge Park Comprehensive.
La serie è stata candidata come migliore sitcom ai BAFTA Awards per due volte, nel 2009 e nel 2010. Durante l'edizione del 2010 ha vinto l'Audience Award, l'unico premio votato dagli spettatori, e nel 2011 la serie ha vinto il premio come miglior sitcom ai British Comedy Awards.

## Episodi
| Stagione         | Episodi | Prima TV UK | Prima TV Italia |
| ---------------- | ------- | ----------- | --------------- |
| Prima stagione   | 6       | 2008        | 2010            |
| Seconda stagione | 6       | 2009        | 2011            |
| Terza stagione   | 6       | 2010        | inedita         |

## Personaggi e interpreti
- Will McKenzie (stagioni 1-3), interpretato da Simon Bird, doppiato da Edoardo Stoppacciaro
- Simon Cooper (stagioni 1-3), interpretato da Joe Thomas, doppiato da Luigi Morville
- Jay Cartwright (stagioni 1-3), interpretato da James Buckley, doppiato da Alessio Nissolino
- Neil Sutherland (stagioni 1-3), interpretato da Blake Harrison, doppiato da Alessandro Campaiola

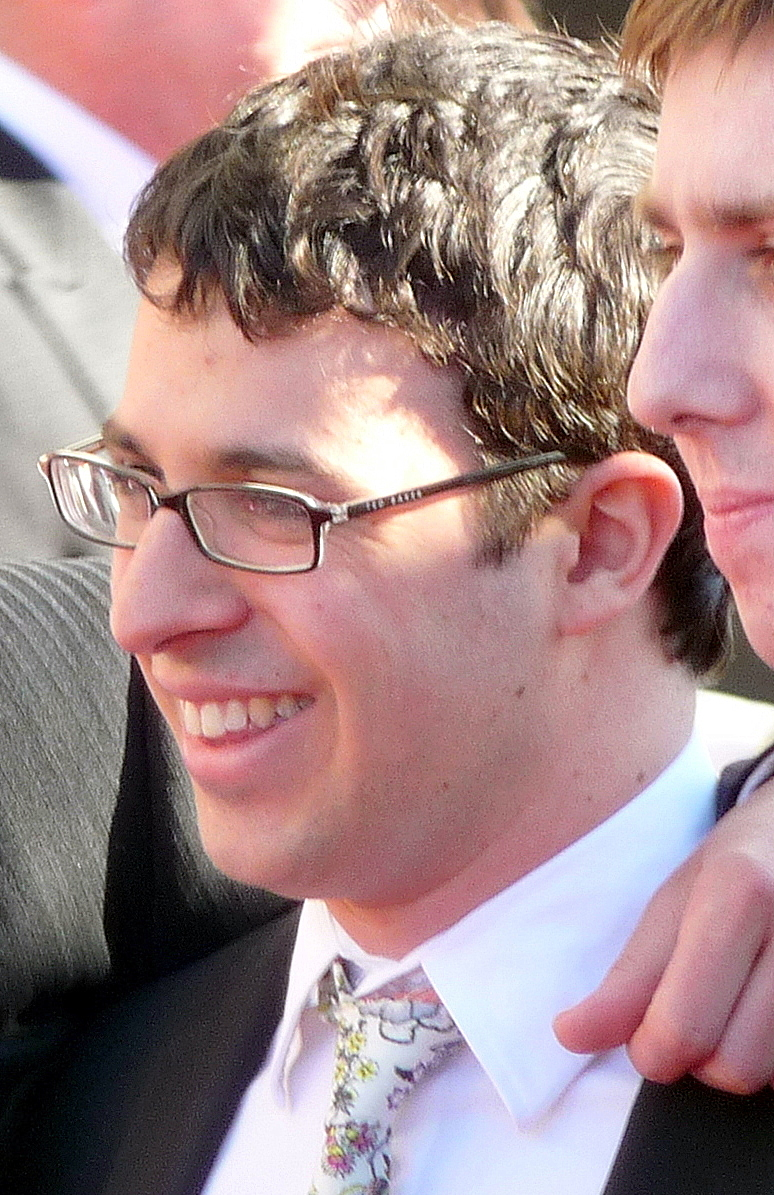
Simon Bird interpreta Will McKenzie
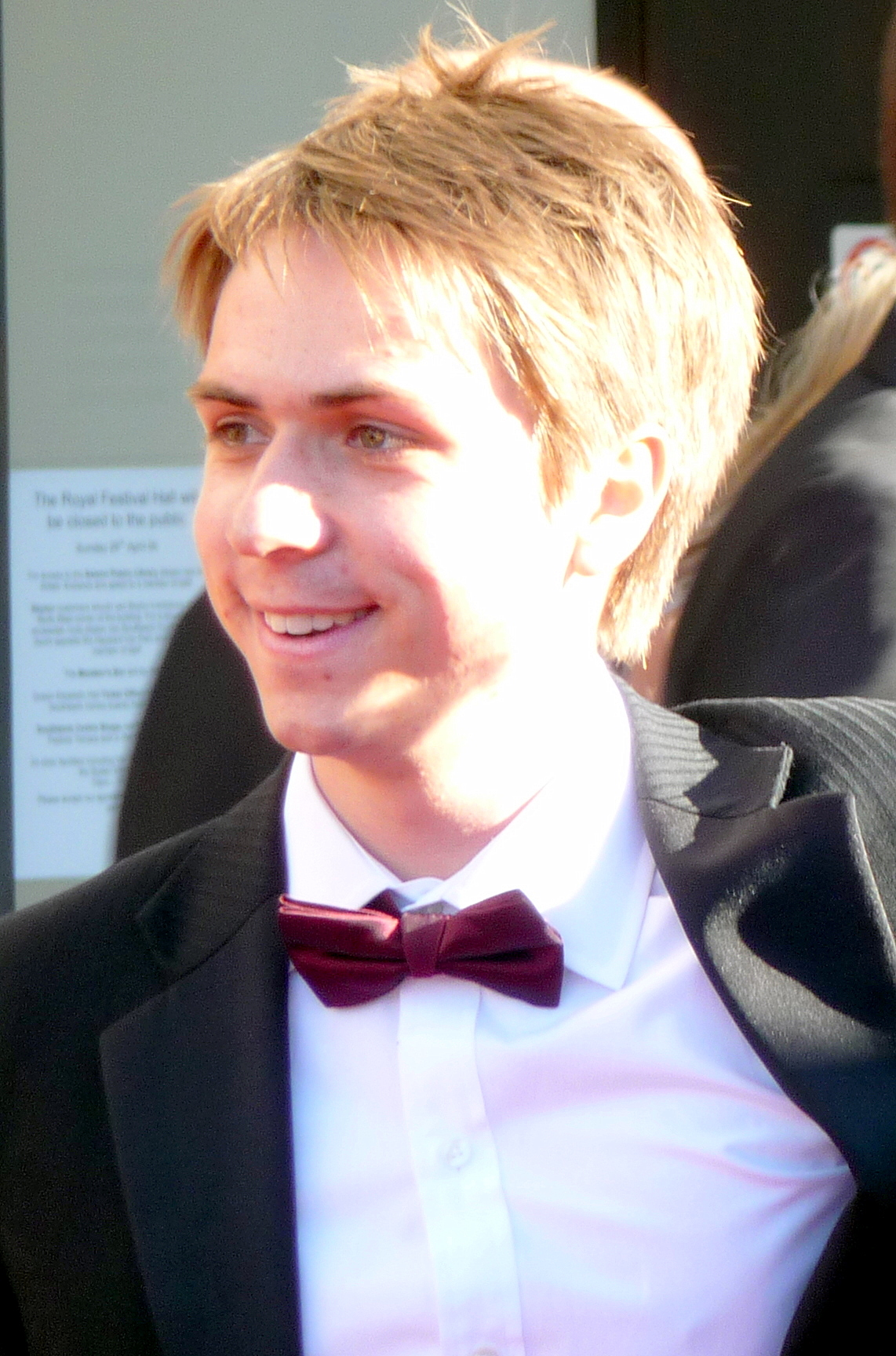
Joe Thomas interpreta Simon Cooper
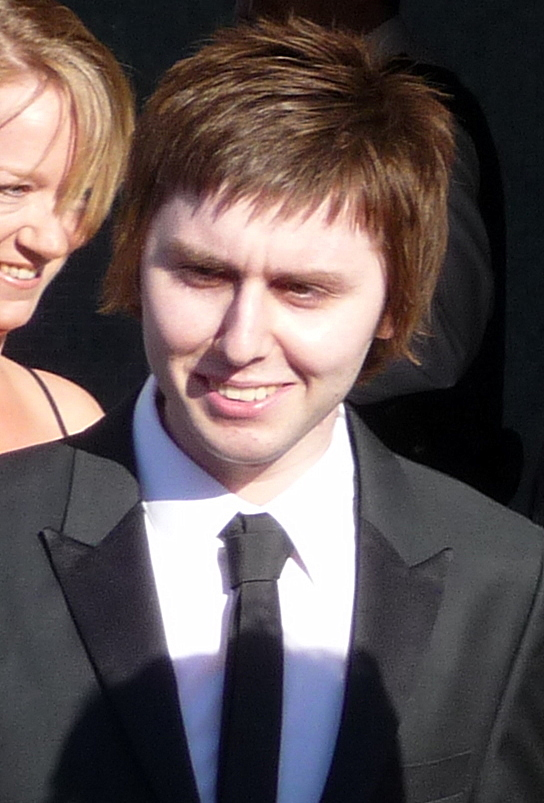
James Buckley interpreta Jay Cartwright
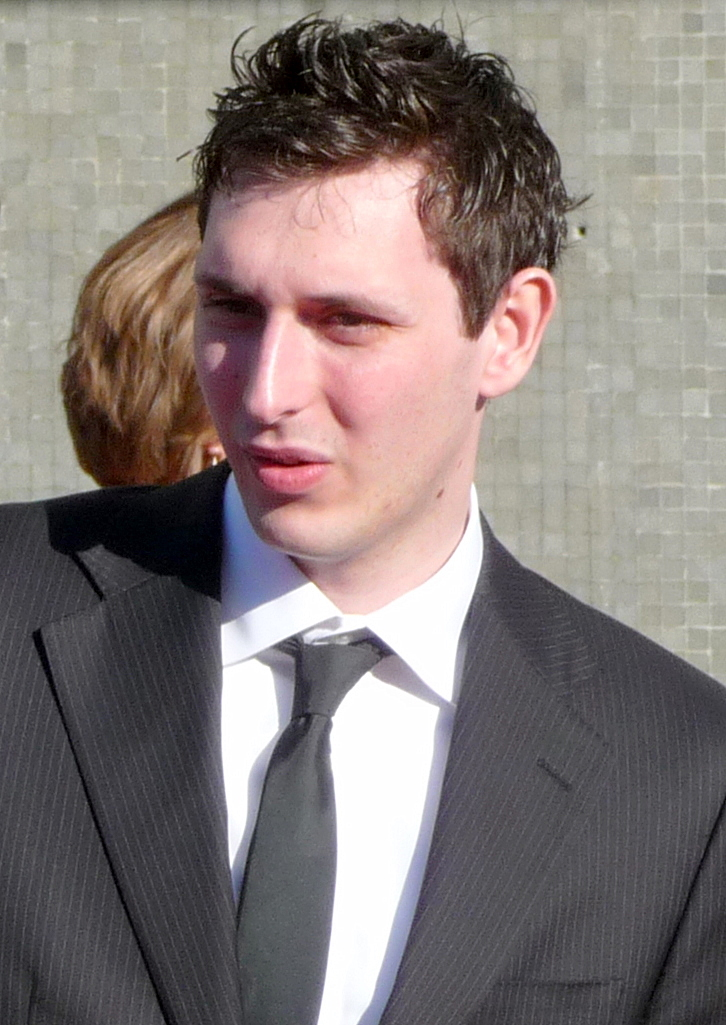
Blake Harrison interpreta Neil Sutherland